# Nyctemera personata
Nyctemera personata är en fjärilsart som beskrevs av Talbot 1929. Nyctemera personata ingår i släktet Nyctemera och familjen björnspinnare. Inga underarter finns listade i Catalogue of Life.